# Teatro Argentino de La Plata
135 años de historia y más de 80 en manos de la provincia de Buenos Aires ofreciendo espectáculos y propuestas culturales de calidad a la comunidad, producidos de forma integral por artistas, profesionales y personal especializado, el Centro Provincial de las Artes Teatro Argentino, situado en la ciudad de La Plata, se convirtió en uno de los principales organismos difusores de las artes líricas, musicales y coreográficas de Argentina. Por su escenario pasaron las figuras nacionales e internacionales más destacadas de cada época y disciplina.
El complejo artístico, que contiene una de las salas líricas más destacadas de Latinoamérica, se encuentra emplazado en la manzana delimitada por las calles 9 y 10 y las avenidas 51 y 53, de la ciudad capital de la provincia de Buenos Aires.

## Reseña histórica

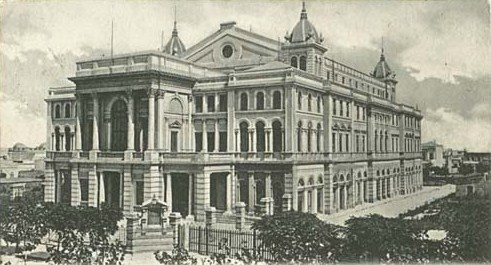
El antiguo edificio del Teatro Argentino fotografiado en una postal de principios del.

La historia de este teatro se remonta a fines del siglo XIX, cuando vecinos de la naciente ciudad de La Plata, concibieron la idea de dotar a esta de un teatro de envergadura. Nació así, en 1885, la Sociedad Anónima Teatro Argentino que adquirió el terreno que ocupa el actual edificio.
El proyecto de construcción fue llevado adelante por Leopoldo Rocchi, arquitecto italiano, quien ideó una estructura según los modelos de su país, dotando a la construcción de un estilo renacentista. Las obras comenzaron en 1887, con un tiempo estimado de tres años.

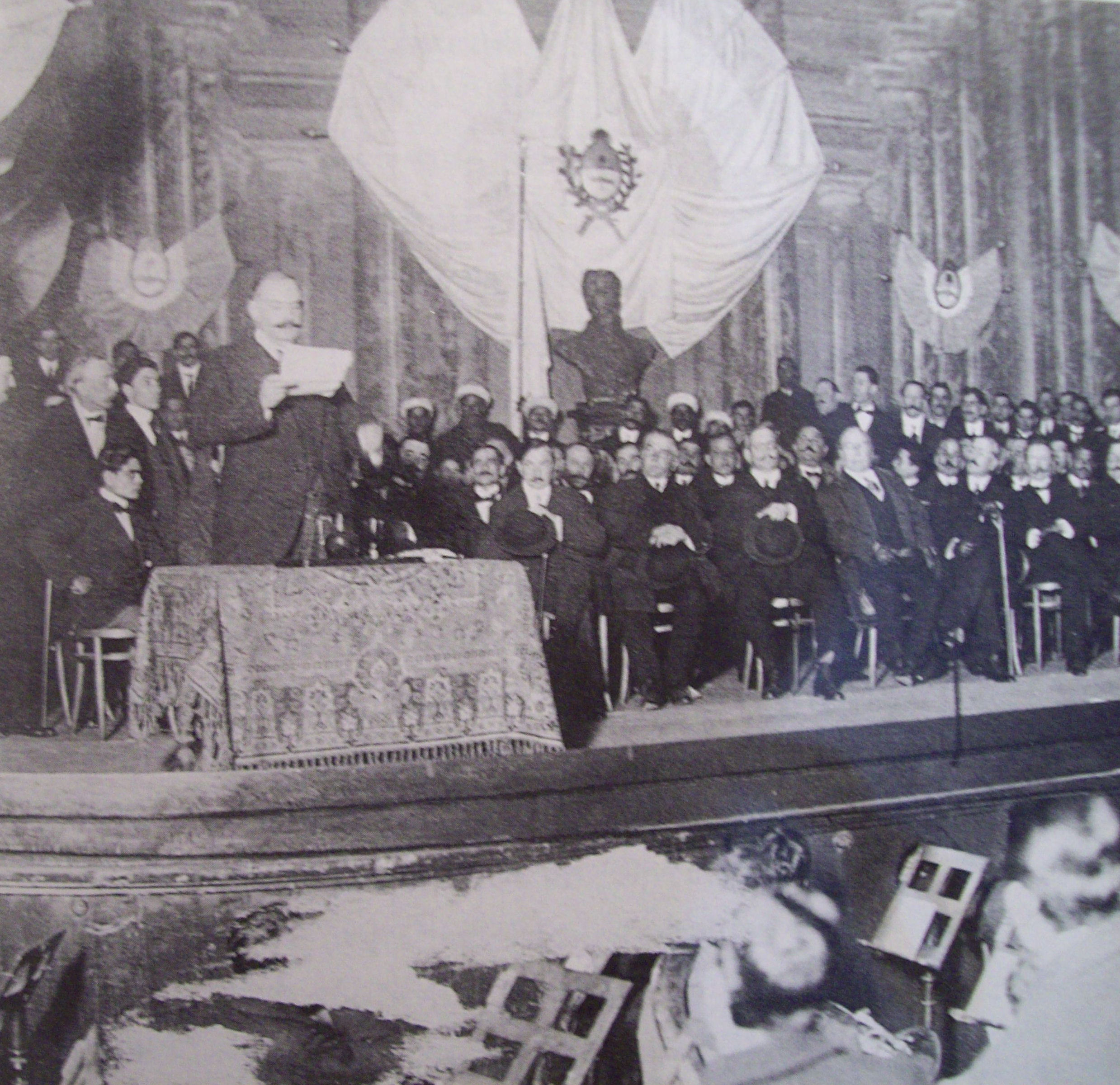
El diputado Marcelo Torcuato de Alvear pronunciando un discurso en 1915.

La sala constaba de cinco niveles, con palcos y galerías, pudiendo albergar hasta 2.200 espectadores. Su construcción demandó cinco años de ardua tarea, pero esto no impidió estrenar su primera obra el día del octavo aniversario de la joven ciudad de La Plata, el 19 de noviembre de 1890. La obra fue Otello de Giuseppe Verdi, interpretada por la soprano Elvira Colonnese y el tenor uruguayo José Oxilia. Esta misma obra fue interpretada en la celebración del centenario del teatro.

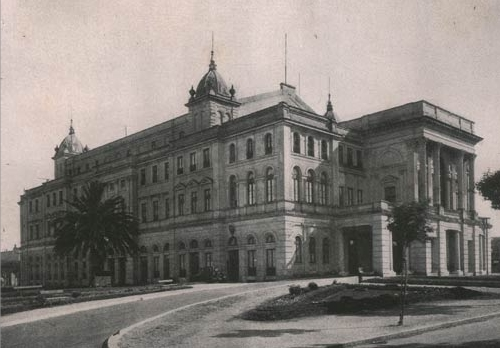
Otra vista del antiguo Teatro Argentino.

Durante los siguientes veinte años desfilaron por sus tablas artistas de renombre, como Ana Pavlova y María Guerrero, y numerosos talentos del país. Pero durante este tiempo, la sociedad administradora del teatro comenzó a tener problemas financieros que derivaron en el remate público de la sala en 1910 y el comienzo de un largo y penoso juicio por cuestiones fiscales, que provocó que el teatro permaneciera cerrado por un largo período. Este litigio terminó recién en 1937, y como consecuencia de ello, el estado provincial tomó posesión definitiva de los bienes de la sociedad anónima.
El largo período de inactividad causó serios daños a la estructura edilicia, lo que demandó que se hiciera una profunda refacción que dio un nuevo aspecto a la sala durante las siguientes cuatro décadas. Esta reforma dotó al teatro de una estructura tal, que le permitió montar sus propios espectáculos, creando los talleres necesarios para esas tareas como escenografía, sastrería y peluquería y maquillaje. 
En 1938, se creó la orquesta y el coro estable, cuya primera participación fue en la ópera La Bohème, de Giacomo Puccini. Años más tarde, en 1946, se creó la compañía de Ballet Estable, cuya primera directora fuera Giselle Bohn. 
Todo esto hizo que el Teatro Argentino de La Plata fuera el orgullo y el lugar obligado de encuentro de la sociedad amante de la ópera y el ballet.

### El incendio
En 1977, durante un habitual ensayo del ballet estable, un incendio, que se sospecha intencional, "en pocas horas redujo a cenizas la sala de estilo renacentista. Solo permanecieron en pie el foyer y las paredes perimetrales" .
El gobierno militar de entonces, a pesar de los fuertes reclamos de la sociedad argentina e internacional por la reconstrucción del edificio, decidió demolerlo y llamó a un concurso público para la construcción, en el lugar, de un nuevo y moderno centro cultural que continuara la gloria del antiguo Teatro Argentino. Las obras comenzaron en 1980 en 1984 se terminó de construir, pero éstas sufrieron constantes retrasos y paralizaciones.
Mientras tanto, los integrantes de las distintas compañías estables del teatro comenzaron un derrotero por diversos escenarios de la ciudad, de tal manera que las celebraciones del centenario del Teatro Argentino, en 1990, fueron llevadas a cabo en las instalaciones del Cine Gran Rocha, alquilado a mediados de 1987 por las autoridades gubernamentales para dar cabida a los espectáculos del Teatro Argentino, que nunca dejaron de realizarse.

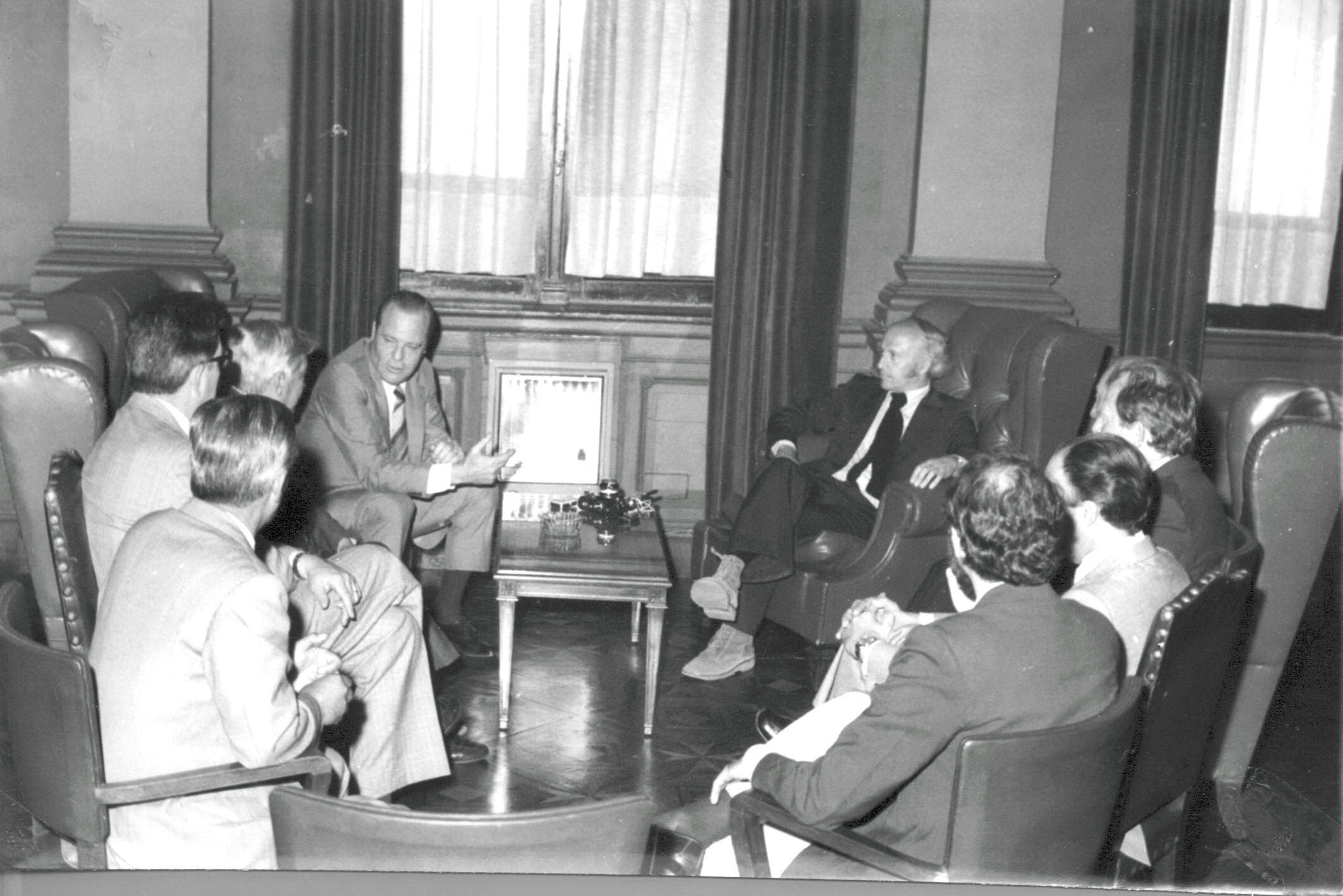
El profesor Roy Worskett, especialista inglés en restauración de edificios, visita la ciudad de La Plata y la Universidad platense para evaluar la situación del Teatro Argentino luego de su incendio. 14 de noviembre de 1977.

Se puede obtener más información en el sitio web del Archivo Histórico del Teatro Argentino 

## Nuevo edificio, nueva arquitectura

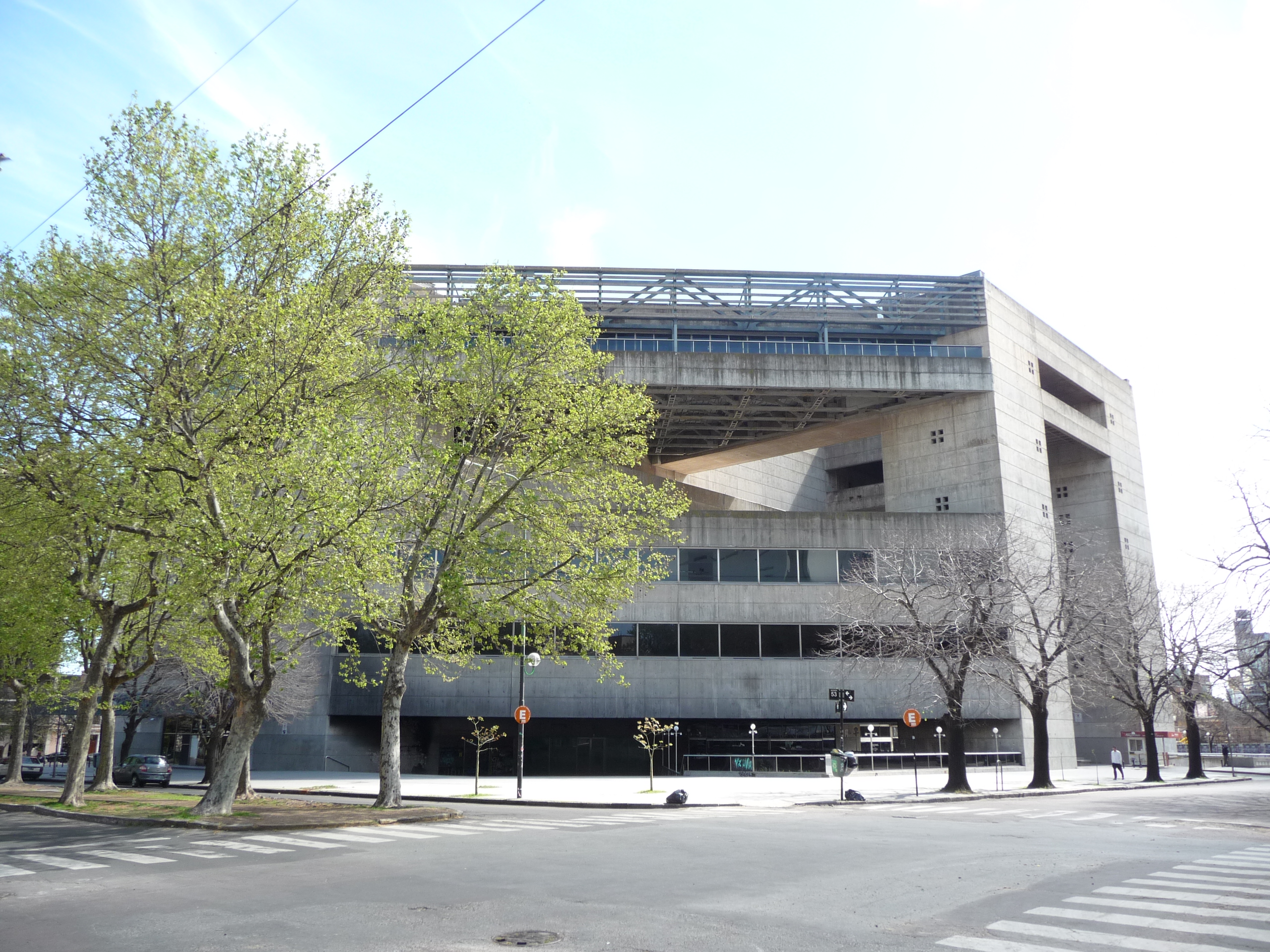
El Teatro Argentino de La Plata visto desde 10 y 53

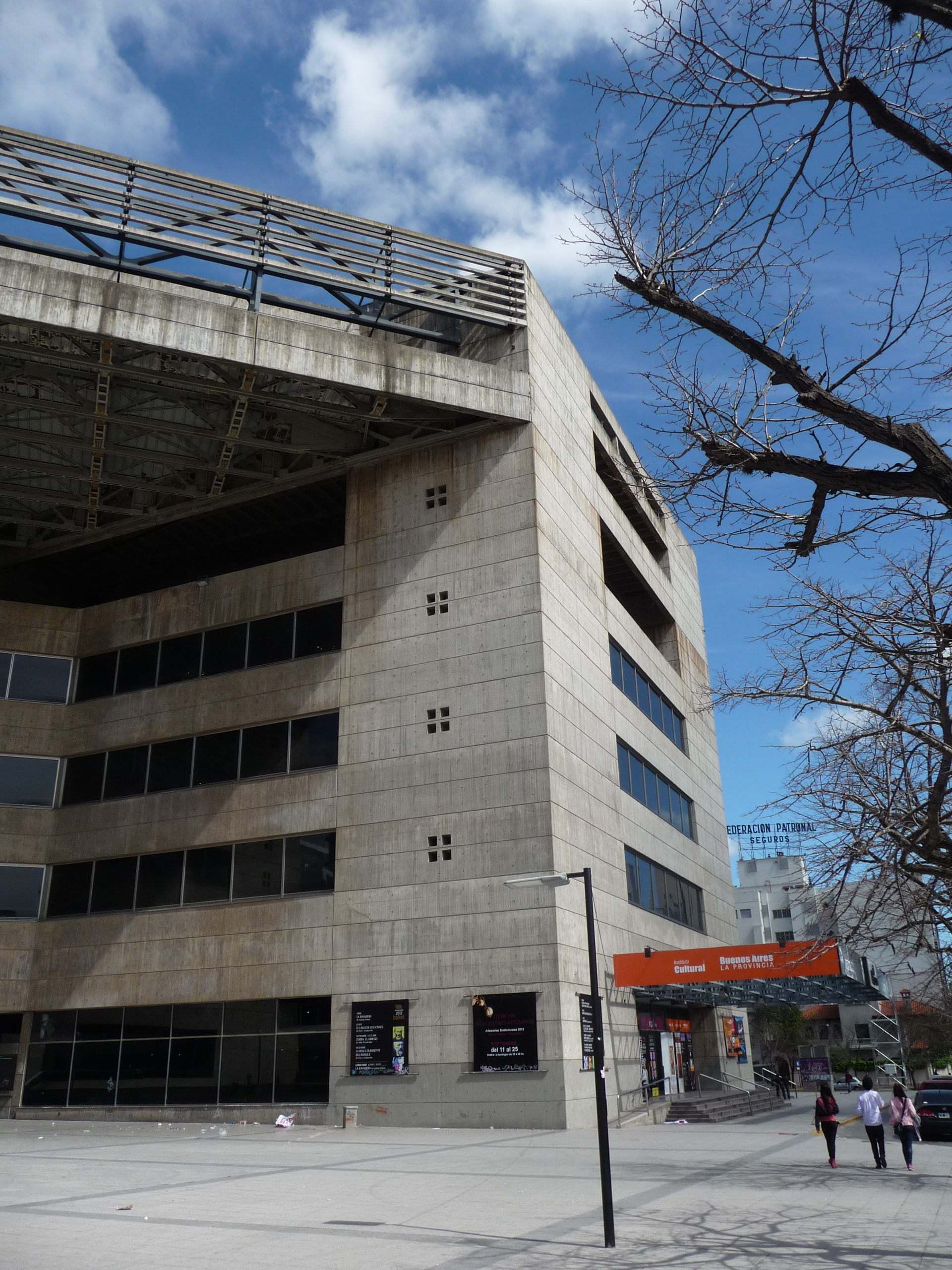
Entrada al Teatro Argentino de La Plata.

Finalmente, casi dos décadas más tarde, el 12 de octubre de 1999 se inauguró la cuestionada sala lírica con el ballet Tango en gris del coreógrafo argentino Oscar Araiz y música de Atilio Stampone. En el complemento se presentó un concierto lírico en el que se interpretaron fragmentos de óperas de los compositores Giuseppe Verdi, Charles Gounod, Umberto Giordano y Gaetano Donizetti.
El complejo consta de una superficie de 60.000 m² cubiertos polifuncionales , con salas independientes, áreas de ensayo, camarines y talleres de escenografía, vestuario, utilería, etc.
El proyecto pertenece a los arquitectos Tomás Oscar García, Enrique Bares, Roberto Germani, Inés Rubio, Alberto Sbarra y Carlos Ucar, quienes ganaron el concurso para la construcción de esta moderna estructura el 14 de agosto de 1979, entre 71 proyectos presentados. Esta construcción fue declarada de Interés Nacional mediante el decreto número 774 del 14 de abril de 1980.
El criterio utilizado fue el de crear un centro destinado a todas las artes del espectáculo: se previó una sala para ópera, conciertos, música de cámara y recitales, una sala para microcine (actualmente Sala Astor Piazzolla) y otra sala para teatro de prosa o comedia, además una biblioteca musical especializada, discoteca, hemeroteca, cintoteca (registro de cintas grabadas) y sala de conferencias que no llegaron a finalizar su etapa constructiva.
Los autores del trabajo fundamentaban: “La reinserción del edificio del Teatro Argentino en el corazón del centro urbano” y planteaban la necesidad de una fuerte interacción con un entorno preexistente. Postulaban un edificio penetrable, trasvasable, con un alto nivel de vida urbana, integrando al marco histórico del eje urbano.

## La nueva etapa
La sala principal "Alberto Ginastera" posee la forma tradicional “a la italiana” en herradura, y entre plateas y los tres niveles de palcos y galerías está en condiciones de albergar a 2000 espectadores. Es ámbito de normal desarrollo de las temporadas líricas, espectáculos coreográficos, y conciertos sinfónicos y populares.
La maquinaria escénica permite ofrecer obras de difícil montaje, con plataformas móviles y un sistema computarizado de iluminación. Presidiendo la sala se alza una imponente araña de bronce de tres toneladas y cuatrocientas lámparas de 25.000 vatios, cuyo diseño, de líneas modernas, está inspirado en la que pertenecía al antiguo edificio.
El 22 de mayo de 2000, quedó inaugurada la Sala Astor Piazzolla, dedicada a las artes de cámara con capacidad para 300 espectadores. En este espacio se realizan conciertos de cámara, producciones teatrales, recitales populares, conferencias y congresos.
En el primer subsuelo fue habilitada la Sala de Exposiciones Emilio Pettoruti, espacio en el que durante años se realizaron muestras dedicadas a las artes visuales, tal el caso de los intercambios patrimoniales con museos nacionales y provinciales, o las de artistas particulares como Pablo Picasso, Benito Quinquela Martín o Florencio Molina Campos, entre otros.

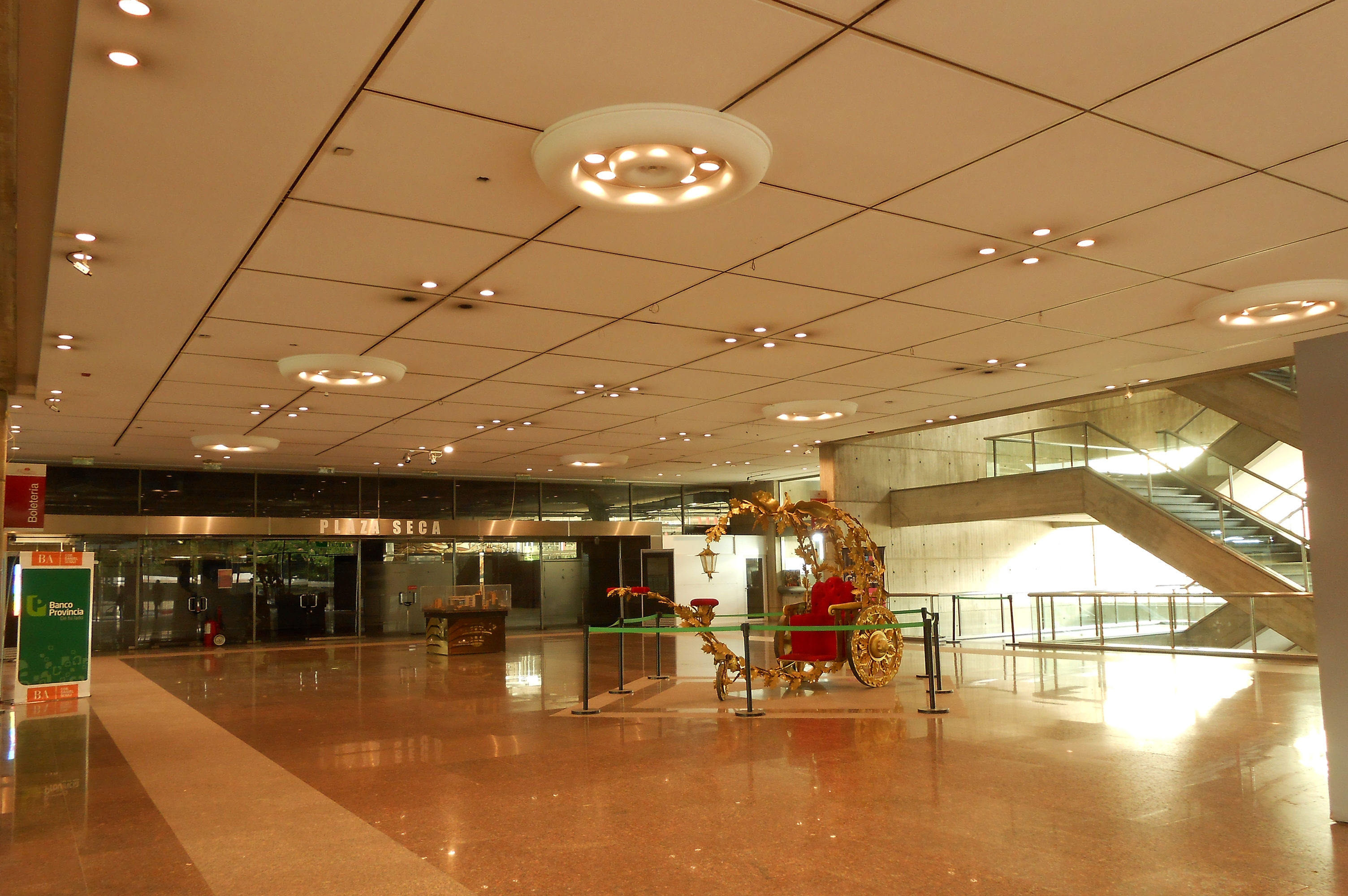
Hall de entrada al teatro.

Los amplios foyers fueron revalorizados para albergar pequeñas muestras de desarrollos temáticos, fotográficos o artísticos, que amplían las posibilidades de convocatoria y ofrecen la posibilidad de apreciar nuevos o consagrados artistas.
El Centro Provincial de las Artes se complementa con amplias salas de ensayo, camarines, talleres de producción (escenografía, utilería, vestuario, etc.). 
Para cumplir con el propósito de producir íntegramente sus espectáculos, sin la necesidad del concurso de agentes externos, técnicos y artesanos altamente calificados permiten la realización de todas las fases de una producción artística, desde las instancias preparatorias hasta la puesta en escena final.
Con la recuperación de su sede propia, el Teatro Argentino volvió a contar con condiciones óptimas para cumplir con su noble objetivo: acercar a sectores cada vez más amplios de la población las más jerarquizadas manifestaciones artísticas.

## Cuerpos Estables

### Orquesta Estable
Su primera función fue el 27 de junio de 1938, con la representación de la ópera La Bohème de Giacomo Puccini. A diez años de su formación, esta masa orquestal ya contaba con más de 70 músicos y un repertorio lírico con obras tales como: Rigoletto, Cavalleria Rusticana, La Traviata, Il Trovatore, Un ballo in maschera, Tosca, Madame Butterfly, Carmen, El barbero de Sevilla, Las bodas de Fígaro y El Matrero.
Desfilaron por su podio directores -que en algunos casos fueron titulares y en otros invitados- tales como Guillermo Alejandro Brizzio, Juan Emilio Martini, Bruno Mari, Enrique Sivieri, Roberto Kinsky, Mariano Drago, Armando Di Giovambattista, Reinaldo Zamboni, Leo Kraus, Carlos Berardi, Vicente La Ferla, Manfredi Argento, Mario Monachesi, Juan José Castro, Claudio Guidi Drei, Simon Blech, Jorge Fontenla, Isaac Weinstein, Pedro Ignacio Calderón, Enrique Mariani, Juan Carlos Zorzi, Roberto Ruiz, Esteban Gantzer, Antonio María Russo, Jorge Mariano Carciofolo, Mario Perusso, Bruno D' Astoli, Guillermo Scarabino, Reinaldo Censabella, Gustavo Plis Sterenberg, Guido Guida, Massimo Biscardi, José María Sciutto, Federico Sardella, Carlos Vieu, Carlos Calleja, Javier Logioia Orbe, Stefan Lano, Fernando Álvarez, Fabian Dobler, Mario De Rose, Mario Benzecry, Guillermo Becerra, Roberto Regio, Dante Anzolini, y Alejo Pérez. A partir de 2017 su director titular es Pablo Druker.
Es importante destacar además que la Orquesta Estable se presentó en numerosas ocasiones en el interior de la Provincia y del país, e inclusive en el exterior (Uruguay y Brasil). En 1999 recibió el Premio Konex - Diploma al Mérito como una de las 5 mejores orquestas de la última década en la Argentina.

### Coro Estable
Este Cuerpo, al igual que la Orquesta, se formó el 27 de junio de 1938. Realizó su primera representación con la ópera La Bohème de Giacomo Puccini. En dicha oportunidad, asumió la dirección el mismo Aquiles Lietti.

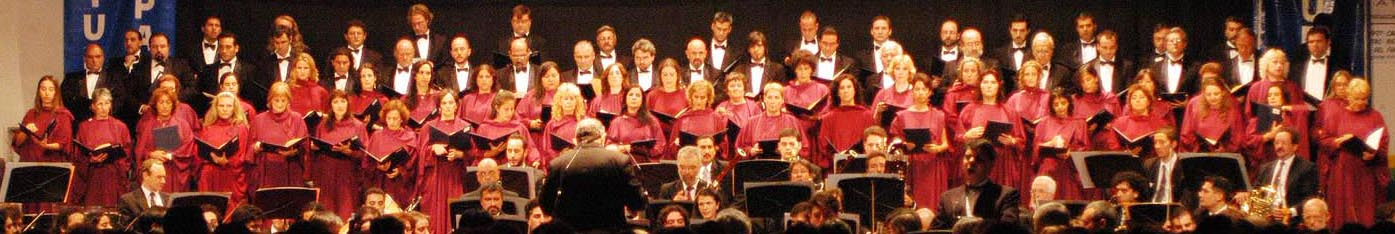
Coro Estable del Teatro Argentino de La Plata.

Desde entonces y hasta la actualidad se incorporaron, entre otros títulos, L'elisir d'amore,, Macbeth, Don Carlo, I Masnadieri, Simon Boccanegra, Aida, Otello, Manon Lescaut, Il Trittico, La Fanciulla del West, Turandot, Don Giovanni, La Flauta Mágica , Cosí fan tutte, Lucia di Lammermoor, Don Pasquale, Norma, La Sonámbula, La Italiana en Argel, La Cenerentola, Los Pescadores de Perlas, I Pagliacci, Orfeo ed Euridice, Adriana Lecouvreur, Andrea Chénier, Lohengrin, Los Cuentos de Hoffmann, Francesca da Rimini, Mefistófeles, Manon, Edipo Rey, Stiffelio , Luisa Miller, Tlausicalpan y Sonata de Primavera , por citar solo algunas.
A estas obras, se le suman zarzuelas, operetas, y un vasto repertorio en conciertos sinfónicos corales y oratorios. Realizó numerosas giras por el interior del país y de la provincia, como así también llevó a cabo representaciones en Uruguay y Brasil.
Tras la dirección de Dante Gallegari, se sucedieron en este cargo, a veces en más de una oportunidad, los maestros Carlos Berardi, Mario Monachesi, Alberto Balzanelli, José Luis Ramírez Urtasún, Andrés Máspero, Daniel Grimoldi, Elba Estequín, Jorge Armesto, Dante Anzolini, Luis Clemente, Vittorio Sicuri, Manuel Cellario, Eduviges Picone, Miguel Martínez, Sergio Giai, y actualmente Hernán Sánchez Arteaga (2016-2019).

### Ballet Estable
La necesidad de la formación de esta Compañía se basaba en la resolución de efectuar espectáculos coreográficos independientes.
El precedente fundamental fue una función de la que hoy en día se la denomina "muestra", montada en la antigua sala del Teatro Argentino, en 1944, con el nombre de "Clase Espectacular".
En 1946 se hizo cargo del primigenio núcleo de bailarines la profesora Giselle Bohn. Con la asunción como directora de la maestra inglesa Esmeé Bulnes al año siguiente, se constituyeron las bases de un conjunto que habría de convertirse en el segundo de Sudamérica. El 11 de octubre de 1947, el Teatro Argentino presentó su primer espectáculo de Ballet con elenco propio.
De allí en más la flamante compañía desarrolló un amplio patrimonio artístico formado por casi cien ballets, entre los que se pueden mencionar El lago de los cisnes, Las Sílfides, El Cascanueces, La Flor del Irupé, La Giara, Danzas Polovtsianas, El Sombrero de Tres Picos, La Bella Durmiente del Bosque, Les Midinettes, Gaitè Parisienne, Sinfonía Clásica, Coppelia, Annabel Lee, Giselle , Cantares, Don Quijote, Scheherazade, Baile de Graduados, Carmen, Apollon, Constancia, Suite en Blanc, Gloria, Paquita , El Cascanueces, Tchaikovsky Suite, Tango en Gris, Danzas Sinfónicas, Cuatro Momentos, Adagietto, Holberg Suite, Estancia, El carnaval de los animales, Concierto de Mozart, Danzas Sinfónicas, La bayadera, El Mandarín Maravilloso, Chopiniana, Paganini, El Amor Brujo y Floralis, por citar solo algunos.
En los últimos años importantes personalidades del arte coreográfico actuaron junto al Ballet Estable. Entre los nombres pueden citarse a Julio Bocca, Maximiliano Guerra, Iñaki Urlezaga y Herman Cornejo; Eleonora Cassano, Silvia Bazilis, Raquel Rossetti, Ludmilla Semenyaka, Natalia Ledoskaia, Cecilia Kerche, Marcela Goicochea, María del Real, Anita Magnari, Marcelo Misailidis, Vladimir Kirillov, Gabriela Alberti, Luis Ortigoza y Marianela Núñez. Asimismo, renombrados coreógrafos activos e inactivos, nacionales e internacionales son invitados permanentemente a realizar sus trabajos con la Compañía.
Desde 1948 en adelante, y luego del período Bulnes, ejercieron la dirección y se desempeñaron como maestros de baile las importantes figuras como las de: Michel Borowski, Nina Verchinina, Yurek Shabelevsky, Roberto Giachero, Amalia Lozano, Tamara Grigorieva, Gioconda Filippini, Esmeralda Agoglia, Gustavo Mollajoli, Ricardo Rivas, Violeta Janeiro, Lyde Peralta, Raquel Rossetti, Lidia Segni, Zarko Prebil, Oscar Araiz, Mario Galizzi, Cristina Delmagro, Mario Silva, Fabiana Bianchi, Fernanda Bianchi, Viktor Filimonov, entre otros.

### Maestros Sustitutos (Cuerpo Estable)
Para llevar a cabo los ensayos y los espectáculos de Lírica y Ballet el Teatro Argentino cuenta con un cuerpo de maestros sustitutos. Este cuerpo comprende a Maestros de Repertorio Lírico y Maestros de Repertorio Coreográfico quienes tienen a su cargo la preparación y realización de los títulos que componen la programación artística del Teatro Argentino.
Los maestros sustitutos de Lírica realizan funciones como pianistas en la preparación de cantantes en el estudio y aprendizaje de roles, acompañando ensayos musicales y de escena en camarines, salas y escenario. 
Los Maestros Sustitutos de Repertorio Coreográfico realizan funciones como pianistas ejecutando las obras programadas en los ensayos de Ballet.
Además de dichas tareas, los maestros sustitutos de Lírica como de repertorio coreográfico, se desempeñan como maestros apuntadores impartiendo órdenes para la realización de movimientos escénicos (telones, teletas y otros elementos de escenotecnia teatral, efectos especiales, salidas a escena de solistas, coro, figurantes y bailarines, como asistente de luces y seguidores, asistencia musical en sobre titulado).

## Secciones Técnicas
Para cumplir con el propósito de producir íntegramente sus espectáculos, sin la necesidad del concurso de agentes externos, el Teatro Argentino fue creando sus propias Secciones Técnicas, con artistas y artesanos altamente calificados que permiten la realización de todas las fases de una producción artística, desde las instancias preparatorias hasta la puesta en escena final.
Los talleres de producción escénica están ubicados en los subsuelos del edificio, ya que requieren amplios espacios para la realización de grandes decorados, los cuales se conectan por medio de dos montacargas directamente al escenario.